# Wiesław Kołodziejski
Wiesław Jan Kołodziejski (ur. 1 listopada 1934 w Kaliszu, zm. 25 czerwca 2007 w Poznaniu), syn Stanisława i Janiny – pułkownik, szef Wojewódzkiego Urzędu Spraw Wewnętrznych w Suwałkach 1988–1990, p.o. zastępca komendanta głównego Milicji Obywatelskiej w 1988, w 1984 urlopowany do pracy w suwalskim komitecie wojewódzkim PZPR, naczelnik Wydziału III Departamentu IV MSW w 1976, naczelnik Wydziału IV SB KWMO w Kaliszu w 1975, funkcjonariusz Wojewódzkiego Komitetu ds. Bezpieczeństwa Publicznego (KWMO) w Poznaniu 1955–1972. Zwolniony ze służby z dniem 5 lipca 1990. 
Członek PZPR od 1952, Delegat na IX nadzwyczajny Zjazd PZPR w 1981. 
Pochowany na Cmentarzu na Junikowie w Poznaniu (pole 5-5-100-4).

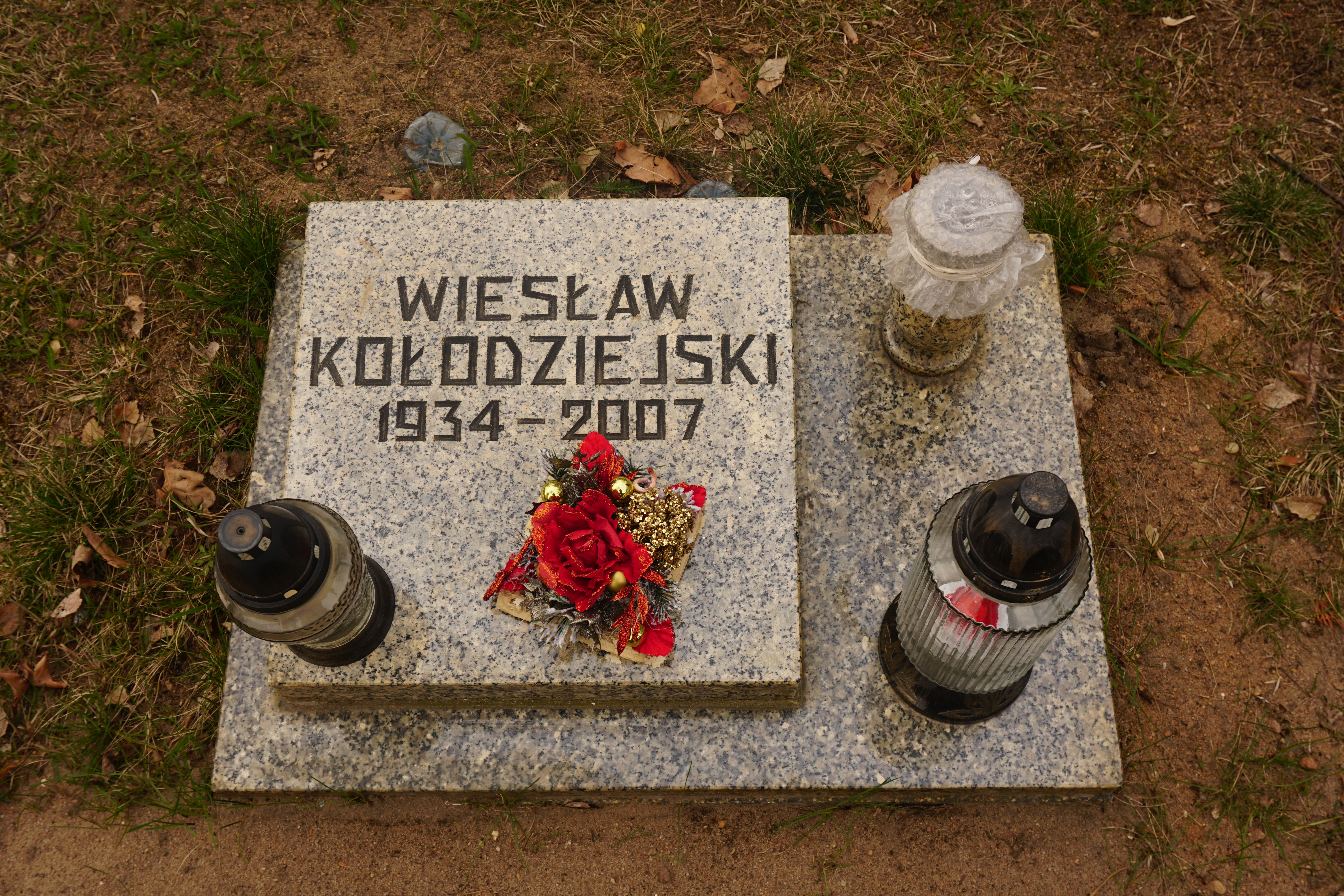
Grób płka Wiesława Kołodziejskiego na Cmentarzu Junikowskim